# Bem da Fé
Bem da Fé ou Bendafé é uma povoação portuguesa do Município de Condeixa-a-Nova que foi sede da extinta Freguesia de Bem da Fé, freguesia que tinha 3,77 km² de área e 112 habitantes (2011), e, por isso, uma densidade populacional de 29,7 hab/km².

A Freguesia de Bem da Fé foi extinta em 2013, no âmbito de uma reforma administrativa nacional, tendo sido novamente agregada a Vila Seca, para formar uma nova freguesia denominada União de Freguesias de Vila Seca e Bem da Fé (Bendafé) com a sede em Vila Seca.
Nos anos de 1911 a 1930 estava anexada à freguesia de Vila Seca; pelo Decreto-Lei nº 27.424, de 31/12/1936, passaram a constituir freguesias autónomas (Fonte: INE). 

## História do topónimo “Bendafé”
Bendafé, como popularmente continua a ser conhecida presentemente pelos habitantes do concelho, é um topónimo que, tal como muitos outros, teve a sua origem na nomenclatura árabe. Aparece no início do século XII como “Ambibendafer”, sendo um aglomerado populacional confinante de Alcouce. Alguns anos mais tarde é referida a igreja de Santa Justa de Abendafer, forma que persiste durante mais de um século. No início do século XIV aparece como “Bedaffoe” e mais tarde “Benda Fee”.
No dicionário geográfico de 1751 aparece como “Bendafe — Lugar e freguesia na província da Beira Baixa, Bispado, Comarca, e Termo da cidade de Coimbra (…); está situada perto de um monte, com várias fazendas cultivadas em roda. Está a Igreja Paroquial, de uma só nave, fora do Lugar, em pouca distância: fazem Orago (oráculo, dedicada a) Nossa Senhora da Graça, cuja imagem se vê colocada no Altar mor (…); os frutos que colhem os moradores são trigo, vinho e azeite”.  
Nas cartas geográficas do século XIX continua a aparecer com a mesma grafia: “Bendafé”, tal como nos registos paroquiais lavrados pelos párocos locais nos séculos XIX e XX. De igual forma, Leite de Vasconcelos no seu “Diccionario da Chorographia de Portugal” editado em 1884, escreve: “Bendafé, f. Sª da Ajuda, dist. de Coimbra, c. de Condeixa, com. de Penella, bisp. de Coimbra”.  
Incompreensivelmente na “carta chorographica de Portugal” coordenada em 1901 pelo engenheiro José Madureira Beça, escreve provavelmente por erro “Bem da fé”, designação que volta a ser imitada no mapa editado pelo jornal O Século em 1909.
O Ministério do Interior publica no Diário do Governo (antecessor do Diário da República), no seu número 255, de 31 de outubro de 1913, os mapas de diversas assembleias do país. Aqui, no círculo n.º 25, da Figueira da Foz, é enunciado o concelho de Condeixa, com três assembleias, das quais a terceira e última, de Condeixa-a-Velha, faz parte “Bendafé”, corretamente escrito.
A mesma publicação em 1927, referindo-se às circunscrições judiciais, indica no seu Art. 12º: “As freguesias de Anobra, Condeixa-a-Nova, Condeixa-a-Velha e Bendafé são anexadas à Comarca de Coimbra”.
Não será, no entanto, esta grafia a ser adotada pelo Código Administrativo de 31 de dezembro de 1936, provavelmente por erro tipográfico, e que tornará oficial, contra a prática oral e popular, a denominação “Bem da Fé”.
A heráldica da junta de freguesia, entretanto extinta, esteve vigente entre os anos 2005 e 2013.

## População

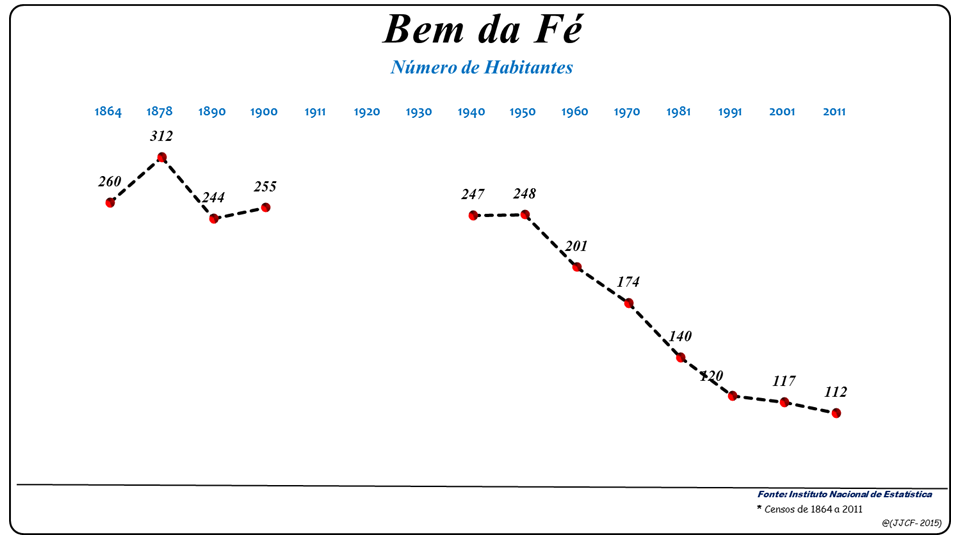
Evolução da População (1864 / 2011)

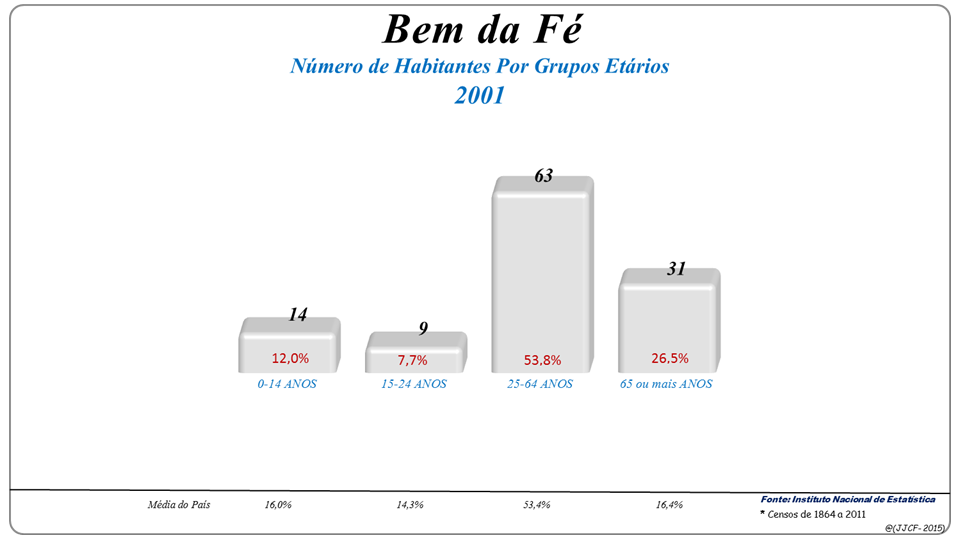
Grupos Etários (2001 e 2011)

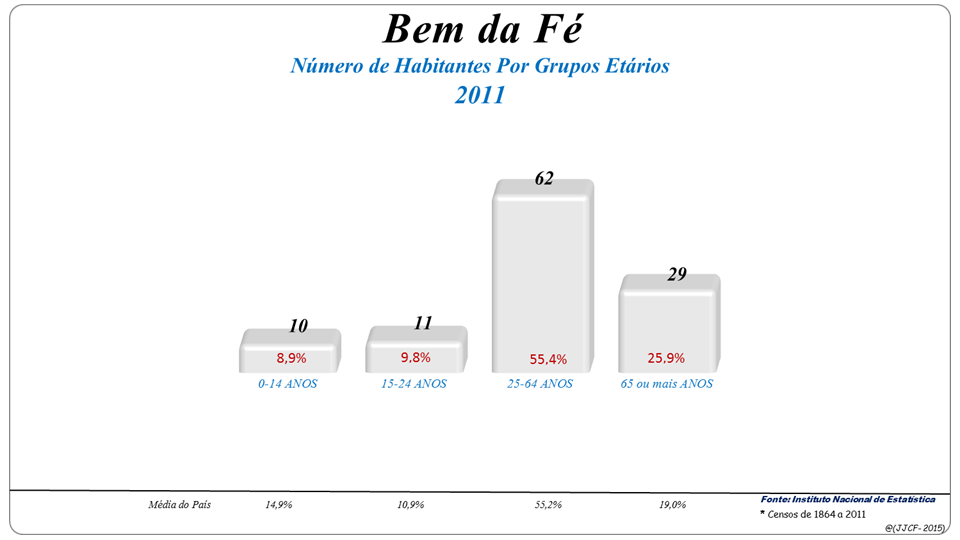
Grupos Etários (2001 e 2011)

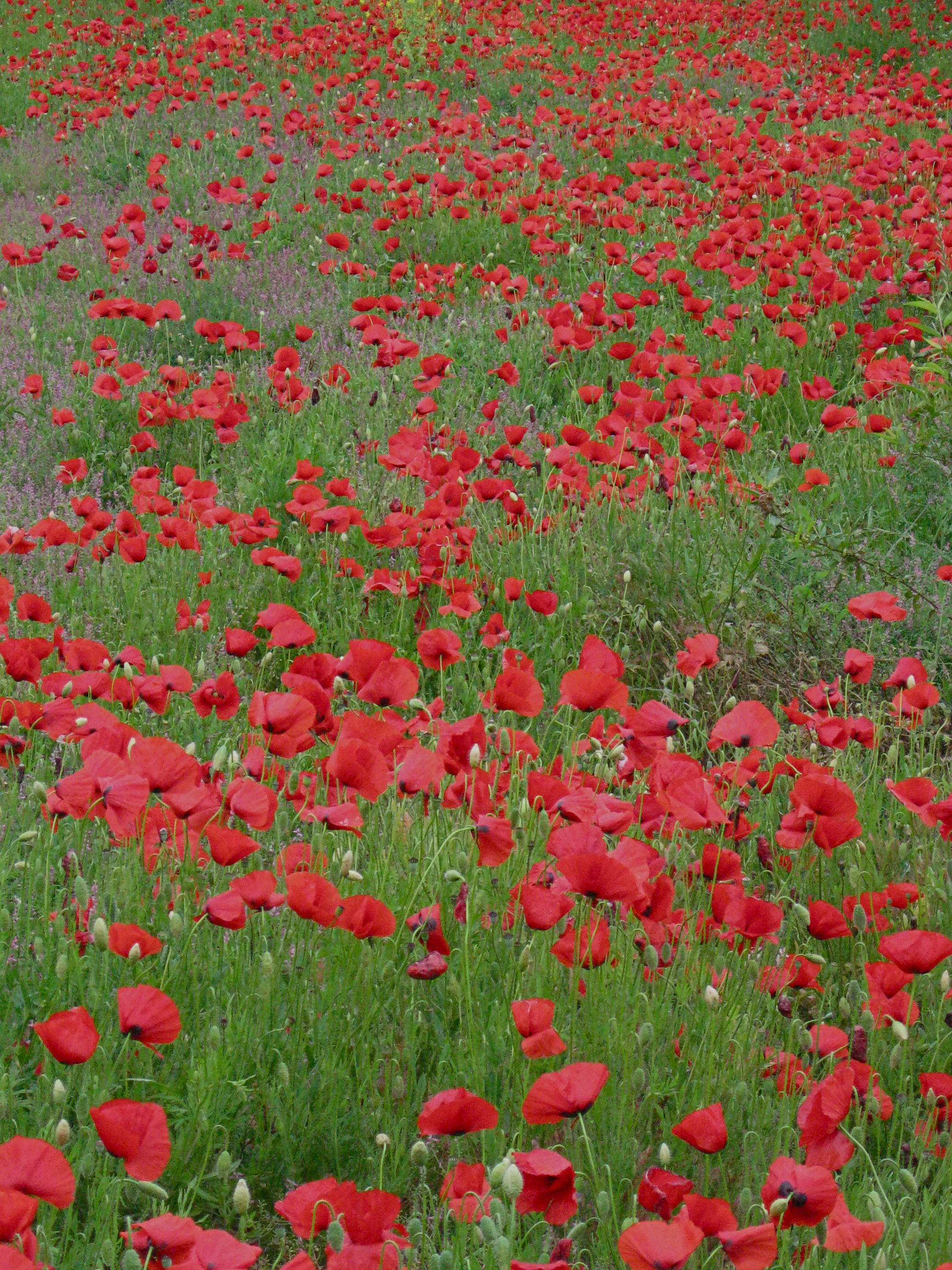
Campo de papoulas em Bendafé, Maio de 2008.

| População da freguesia de Bem da Fé | População da freguesia de Bem da Fé | População da freguesia de Bem da Fé | População da freguesia de Bem da Fé | População da freguesia de Bem da Fé | População da freguesia de Bem da Fé | População da freguesia de Bem da Fé | População da freguesia de Bem da Fé | População da freguesia de Bem da Fé | População da freguesia de Bem da Fé | População da freguesia de Bem da Fé | População da freguesia de Bem da Fé | População da freguesia de Bem da Fé | População da freguesia de Bem da Fé | População da freguesia de Bem da Fé |
| ----------------------------------- | ----------------------------------- | ----------------------------------- | ----------------------------------- | ----------------------------------- | ----------------------------------- | ----------------------------------- | ----------------------------------- | ----------------------------------- | ----------------------------------- | ----------------------------------- | ----------------------------------- | ----------------------------------- | ----------------------------------- | ----------------------------------- |
| 1864                                | 1878                                | 1890                                | 1900                                | 1911                                | 1920                                | 1930                                | 1940                                | 1950                                | 1960                                | 1970                                | 1981                                | 1991                                | 2001                                | 2011                                |
| 260                                 | 312                                 | 244                                 | 255                                 |                                     |                                     |                                     | 247                                 | 248                                 | 201                                 | 174                                 | 140                                 | 120                                 | 117                                 | 112                                 |